# Shakir Khamitovich Bagizayev
Shakir Khamitovich Bagizayev (tiếng Nga: Шакир Хамитович Багизаев; sinh ngày 4 tháng 11 năm 1991) là một cầu thủ bóng đá người Nga gốc Turkmenistan thi đấu cho FC Kolomna.

## Sự nghiệp câu lạc bộ
Anh có màn ra mắt tại Giải bóng đá chuyên nghiệp quốc gia Nga cho FC Kolomna vào ngày 7 tháng 4 năm 2018 trong trận đấu với FC Znamya Truda Orekhovo-Zuyevo.